# 近亲拟剑水蚤
近亲拟剑水蚤（学名：Paracycolps affinis）为剑水蚤科拟剑水蚤属的动物。分布于日本、印度尼西亚、印度、欧洲、非洲、澳大利亚、加拿大以及中国大陆的广东、福建、云南、江西、山东、黑龙江、新疆等地，栖息于各种类型水域沿岸带的水草中。